# María Alicia Viaño García
María Alicia Viaño García (La Coruña, 24 de junio de 1888 - Arzúa, 20 de julio de 1979), fue una maestra española represaliada por el franquismo.

## Trayectoria
Tras aprobar las oposiciones en 1914, fue destinada como maestra a Rendal, Arzúa, en la escuela nacional número 2. Estuvo casada con Juan Manuel Vidal García, industrial y político que fue concejal de Arzúa en 1924, durante la dictadura de Miguel Primo de Rivera, y posteriormente alcalde de la localidad, en 1932. Tras la sublevación militar del 18 de julio de 1936 contra el Gobierno de la Segunda República española, Vidal García fue juzgado por rebeldía y fusilado en Santiago de Compostela a finales de agosto o principios de septiembre de 1936.
Tras el golpe de Estado del 18 de julio de 1936, y el fusilamiento de su marido, fue suspendida de empleo y sueldo a finales de agosto y desterrada a Astorga en esas mismas fechas. Además, se le retiró a la familia la licencia para continuar con su negocio de comercialización de aperos de labranza.
Falleció en Arzúa el 20 de julio de 1979, a la edad de 91 años.